# Diggi-Loo Diggi-Ley
«Diggi-Loo Diggi-Ley» es una canción interpretada en sueco por los hermanos Herreys que ganó el Festival de la Canción de Eurovisión 1984 representando a Suecia. 
En el festival celebrado en Luxemburgo, fue la canción interpretada en primer lugar. Al final de la votación había recibido 145 puntos, siendo declarada ganadora. Fue un resultado sorprendente, ya que las destacadas para la victoria en las apuestas previas al festival eran la canción italiana ("I treni di Tozeur", de Alice & Franco Battiato) y la irlandesa ("Terminal 3", de Linda Martin). 
La canción es un tema de baile característico de los años 80. La letra cuenta una historia en la que el cantante principal encuentra unos zapatos dorados en la calle, se los pone y le hacen bailar, entrando en un mundo mágico. Por ello desea que todo el mundo tenga un par. El título "Diggi-Loo Diggi-Ley" que se repite en el estribillo son onomatopeyas sin significado, como ocurre con varias canciones destacadas de la historia de Eurovisión como "La, la, la" o "Boom Bang-a-Bang".
Se grabó una versión en inglés titulada "Golden Shoes" ("Zapatos dorados").

## Listas
| Lista (1984) | Mejor posición |
| ------------ | -------------- |
| Noruega      | 5              |
| Suiza        | 10             |
| Suecia       | 2              |
| Austria      | 10             |